# Claro (Puerto Rico)
Claro Puerto Rico, originalmente la Puerto Rico Telephone Company, es la mayor empresa de servicios de telecomunicaciones de Puerto Rico con sede en Guaynabo. Ha operado por oferta de voz casi un siglo, los datos, larga distancia, banda ancha, publicación de directorios y servicios inalámbricos para los residentes de la isla y las empresas. Fue fundada por los hermanos Sóstenes y Hernán Behn.
Originalmente, Puerto Rico Telephone Company finalmente dio lugar a ITT Corporation, que fue fundada por Sóstenes Behn. La compañía era una empresa pública del Gobierno de Puerto Rico por muchos años hasta que las participaciones mayoritarias fueron adquiridas por GTE a mediados de la década de 1990. La marca Claro fue introducida el 19 de mayo de 2007, con una millonaria inversión publicitaria, para reemplazar a la marca Verizon Wireless que había sido utilizada hasta esa fecha. Es la primera mejor compañía a nivel mundial ya que ofrece la mejor cobertura a través de Puerto Rico y el mundo. Claro representa los servicios de telefonía móvil de Puerto Rico Telephone, quien brinda servicios de telefonía fija y data en la isla. La marca fue introducida al mercado inalámbrico como parte de la adquisición de esta compañía telefónica el 30 de marzo de 2007 por parte de América Móvil.